# 玉林憲義
玉林 憲義（たまばやし のりよし、1907年3月10日 - 1996年7月4日）は、日本のドイツ文学者、教育功労者。

## 人物
山口県生まれ。1930年京都帝国大学文学部独逸文学科卒、1933年関西学院大学予科教授として就任後、文学部部長・キリスト教主義教育研究室長・院長事務取扱・理事・評議員などを歴任。関西学院大学における独文学科設立の尽力者でもある。1967年には兵庫県教育功労者として表彰を受け、1974年関西学院大学を定年退職後は兵庫医科大学教授に就任した。
日独文化協会の会員、ドイツ・テュービンゲン大学への留学歴もあり、同じ京都帝国大卒で関西学院院長だった久山康、玉林とともに関西学院大学独文学科発足に尽力した村井勇吾らと独文学の翻訳や教本出版にも積極的に取り組んだ。勲三等旭日中綬章受勲。

## 著書
- 『若きゲーテ研究』著;玉林憲義（創文社国際日本研究所）、1974刊行
- 『創世記：聖書共同研究』著;玉林憲義等（日本基督教団出版局）、1970刊行
- 『キエルケゴールの日記』著;Søren Kierkegaard、編注;玉林憲義、久山康（弘文堂）、1949刊行
- 『コーラ』著;Thoma, Ludwig、編注;村井勇吾、玉林憲義（第三書房）、1958刊行
- 『腕白小僧』著;Thoma,Ludwig.、編注;村井勇吾、玉林憲義(第三書房)1959刊行
- 『腕白時代』著;Thoma,Ludwig.、編注;村井勇吾、玉林憲義(第三書房)1961刊行
- 『悪童物語』著;Thoma, Ludwig、編注;村井勇吾、玉林憲義、田川基三（第三書房）、1961刊行
- 『新悪童物語』著;Thoma, Ludwig、編注;玉林憲義(郁文堂)、1967
- 『雪の中の三人男』著;Kästner,Erich.、編注;村井勇吾、玉林憲義(第三書房)、1962刊行
- 『おかしな旅路』著;Gerstäcker, Friedrich、編注;村井勇吾、玉林憲義（第三書房）、1964刊行
- 『練習ドイツ語読本』著;本岡五男、村井勇吾、玉林憲義(第三書房)、1965刊行
- 『練習ドイツ文法：初級文法』著;玉林憲義、荒木泰(朝日出版社)、1966刊行
- 『ホルダー』著;Hausmann, Manfred、編注;村井勇吾、玉林憲義（第三書房）、1966刊行
- 『現代医学トピックス』著;玉林憲義、楢崎正名(Dogakusha Verlag)、1982刊行